# Psychomyia palawanella
Psychomyia palawanella är en nattsländeart som beskrevs av Wolfram Mey 1998. Psychomyia palawanella ingår i släktet Psychomyia och familjen tunnelnattsländor. Inga underarter finns listade i Catalogue of Life.